# Colleen Ward
Colleen Ward est une joueuse de volley-ball américaine née le 4 octobre 1989 à Naperville (Illinois). Elle mesure 1,88 m et joue réceptionneuse-attaquante. Elle totalise 6 sélections en équipe des États-Unis.

## Clubs
| Club                          | De        | À         |
| ----------------------------- | --------- | --------- |
| Gators de la Floride          | 2008-2009 | 2008-2009 |
| Fighting Illini de l'Illinois | 2009-2010 | 2011-2012 |
| Azzurra San Casciano          | 2012-2013 | 2012-2013 |
| PTPS Piła                     | 2013-2014 | 2013-2014 |